# Skate Canada 2006
Navigation
Édition précédente Édition suivante
Le Skate Canada (ou Internationaux Patinage Canada) est une compétition internationale de patinage artistique qui se déroule au Canada au cours de l'automne. Il accueille des patineurs amateurs de niveau senior dans quatre catégories: simple messieurs, simple dames, couple artistique et danse sur glace.
Le trente-troisième Skate Canada est organisé du 2 au 5 novembre 2006 au Save-on-Foods Memorial Centre de Victoria dans la province de la Colombie-Britannique. Il est la deuxième compétition du Grand Prix ISU senior de la saison 2006/2007.

## Résultats

### Messieurs

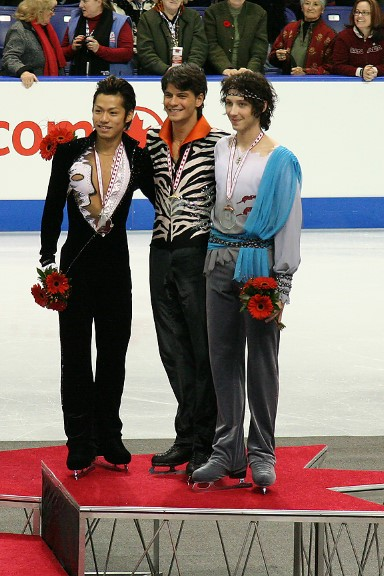
Podium des Messieurs

| Rang | Nom               | Pays       | Points | Programme court | Programme court | Programme libre | Programme libre |
| ---- | ----------------- | ---------- | ------ | --------------- | --------------- | --------------- | --------------- |
| 1    | Stéphane Lambiel  | Suisse     | 210.70 | 7               | 64.45           | 1               | 146.25          |
| 2    | Daisuke Takahashi | Japon      | 208.21 | 1               | 78.80           | 2               | 129.41          |
| 3    | Johnny Weir       | États-Unis | 198.70 | 2               | 76.28           | 4               | 122.42          |
| 4    | Shawn Sawyer      | Canada     | 195.17 | 6               | 66.75           | 3               | 128.42          |
| 5    | Tomáš Verner      | Tchéquie   | 192.15 | 3               | 71.30           | 5               | 120.85          |
| 6    | Yannick Ponsero   | France     | 189.46 | 4               | 69.05           | 6               | 120.41          |
| 7    | Vaughn Chipeur    | Canada     | 184.06 | 5               | 67.24           | 7               | 116.82          |
| 8    | Marc Andre Craig  | Canada     | 168.32 | 8               | 61.33           | 10              | 106.99          |
| 9    | Jamal Othman      | Suisse     | 167.22 | 11              | 56.30           | 8               | 110.92          |
| 10   | Sergey Voronov    | Russie     | 165.73 | 9               | 58.35           | 9               | 107.38          |
| 11   | Geoffry Varner    | États-Unis | 148.57 | 10              | 57.15           | 11              | 91.42           |

### Dames

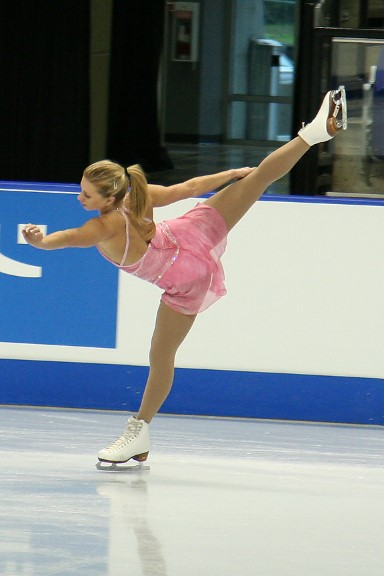
La médaillée d'or Joannie Rochette

| Rang | Nom              | Pays         | Points | Programme court | Programme court | Programme libre | Programme libre |
| ---- | ---------------- | ------------ | ------ | --------------- | --------------- | --------------- | --------------- |
| 1    | Joannie Rochette | Canada       | 173.86 | 5               | 55.60           | 1               | 118.26          |
| 2    | Fumie Suguri     | Japon        | 168.76 | 2               | 58.52           | 2               | 110.24          |
| 3    | Kim Yuna         | Corée du Sud | 168.48 | 1               | 62.68           | 4               | 105.80          |
| 4    | Alissa Czisny    | États-Unis   | 163.69 | 4               | 56.12           | 3               | 107.57          |
| 5    | Susanna Pöykiö   | Finlande     | 161.58 | 3               | 57.62           | 5               | 103.96          |
| 6    | Mira Leung       | Canada       | 150.92 | 6               | 52.14           | 7               | 98.78           |
| 7    | Yoshie Onda      | Japon        | 146.95 | 11              | 43.16           | 6               | 103.79          |
| 8    | Xu Binshu        | Chine        | 142.70 | 7               | 48.82           | 8               | 93.88           |
| 9    | Lesley Hawker    | Canada       | 136.68 | 8               | 45.02           | 9               | 91.66           |
| 10   | Alisa Drei       | Finlande     | 121.65 | 12              | 40.46           | 10              | 81.19           |
| 11   | Tuğba Karademir  | Turquie      | 112.09 | 9               | 44.14           | 11              | 67.95           |
| 12   | Katy Taylor      | États-Unis   | 110.57 | 10              | 43.16           | 12              | 67.41           |

### Couples

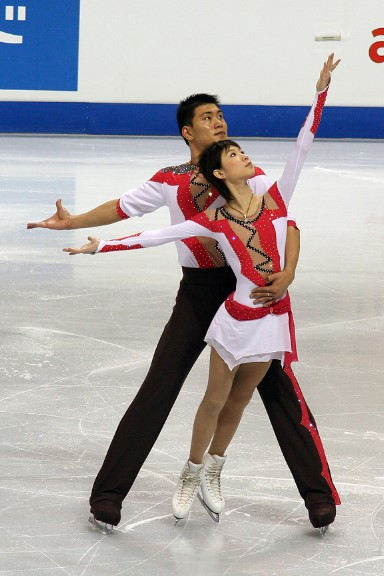
Les médaillés d'or Zhang Dan et Zhang Hao

| Rang | Nom                                 | Pays       | Points | Programme court | Programme court | Programme libre | Programme libre |
| ---- | ----------------------------------- | ---------- | ------ | --------------- | --------------- | --------------- | --------------- |
| 1    | Zhang Dan / Zhang Hao               | Chine      | 190.97 | 1               | 69.54           | 1               | 121.43          |
| 2    | Rena Inoue / John Baldwin           | États-Unis | 166.32 | 3               | 55.20           | 2               | 111.12          |
| 3    | Valérie Marcoux / Craig Buntin      | Canada     | 166.19 | 2               | 58.14           | 3               | 108.05          |
| 4    | Elizabeth Putnam / Sean Wirtz       | Canada     | 158.71 | 4               | 53.82           | 4               | 104.89          |
| 5    | Tiffany Vise / Derek Trent          | États-Unis | 150.46 | 5               | 49.50           | 5               | 100.96          |
| 6    | Kendra Moyle / Andy Seitz           | États-Unis | 135.96 | 7               | 46.38           | 6               | 89.58           |
| 7    | Jessica Miller / Ian Moram          | Canada     | 133.06 | 8               | 44.58           | 7               | 88.48           |
| 8    | Angelika Pylkina / Niklas Hogner    | Suède      | 131.17 | 6               | 47.02           | 8               | 84.15           |
| 9    | Rumiana Spassova / Stanimir Todorov | Bulgarie   | 110.11 | 9               | 39.08           | 9               | 71.03           |

### Danse sur glace

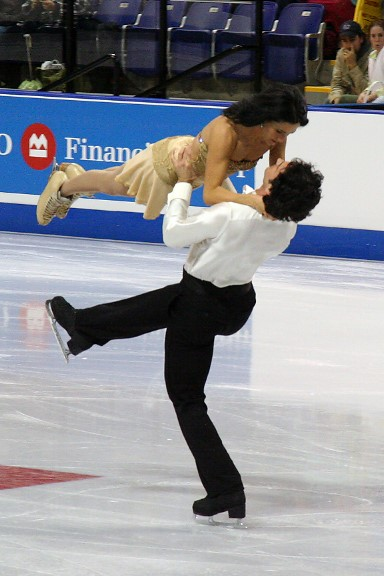
Les médaillés d'or Marie-France Dubreuil et Patrice Lauzon

| Rang | Nom                                     | Pays               | Points | Danse imposée | Danse imposée | Danse originale | Danse originale | Danse libre | Danse libre |
| ---- | --------------------------------------- | ------------------ | ------ | ------------- | ------------- | --------------- | --------------- | ----------- | ----------- |
| 1    | Marie-France Dubreuil / Patrice Lauzon  | Canada             | 196.68 | 1             | 38.83         | 1               | 59.04           | 1           | 98.81       |
| 2    | Tessa Virtue / Scott Moir               | Canada             | 171.92 | 3             | 29.51         | 2               | 54.12           | 3           | 88.29       |
| 3    | Federica Faiella / Massimo Scali        | Italie             | 170.73 | 2             | 33.19         | 5               | 49.15           | 2           | 88.39       |
| 4    | Meryl Davis / Charlie White             | États-Unis         | 162.66 | 8             | 25.53         | 3               | 52.30           | 4           | 84.83       |
| 5    | Anastasia Platonova / Andrei Maximishin | Russie             | 157.45 | 4             | 27.87         | 4               | 49.60           | 5           | 79.98       |
| 6    | Kimberly Navarro / Brent Bommentre      | États-Unis         | 152.57 | 6             | 26.95         | 6               | 47.78           | 6           | 77.84       |
| 7    | Chantal Lefebvre / Arseni Markov        | Canada             | 145.12 | 9             | 25.31         | 7               | 44.33           | 7           | 75.48       |
| 8    | Natalia Mikhailova / Arkadi Sergeev     | Russie             | 140.97 | 5             | 27.16         | 8               | 43.97           | 9           | 69.84       |
| 9    | Trina Pratt / Todd Gilles               | États-Unis         | 139.44 | 7             | 25.78         | 10              | 38.81           | 8           | 74.85       |
| 10   | Kamila Hájková / David Vincour          | République tchèque | 127.70 | 11            | 22.96         | 9               | 39.93           | 10          | 64.81       |
| 11   | Yu Xiaoyang / Wang Chen                 | Chine              | 126.36 | 10            | 25.13         | 11              | 38.27           | 11          | 62.96       |

## Sources
- Résultats du Skate Canada 2006 sur le site de l'ISU
- Patinage Magazine N°105 (Hiver 2006/2007)